# Надлишок споживача

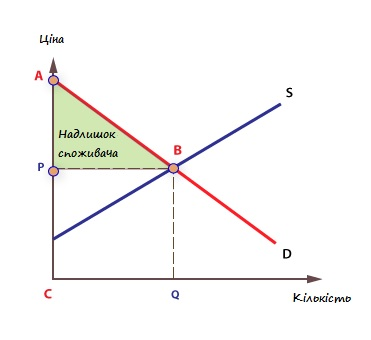
Рис.1. Графічна модель споживчого надлишку

Спожи́вчий надли́шок –  різниця між ціною, яку споживач  готовий був заплатити за товар, і тією, яку він дійсно платить при покупці. Іншими словами це виграш споживача при покупці через перевищення корисності товару, що купується над ціною. Споживчий надлишок показує, наскільки краще в середньому живуть окремі люди. Він з'являється завжди, як тільки споживач платитиме менше того,скільки він дійсно готовий був заплатити за певний товар чи послугу.
Надлишок споживача утворюється через те, що завдяки дії закону спадної граничної корисності перші одиниці блага становлять для споживача більшу цінність, ніж останні, а платить він одну і ту ж суму за кожну одиницю блага, починаючи з першої і закінчуючи останньою. Таким чином, споживач платить за кожну одиницю ту суму, якої оцінюється остання одиниця. Отже, споживач отримує надлишок корисності з кожною з перших одиниць блага.

## Крива ринкового попиту і споживчий надлишок
Крива ринкового попиту, побудована за готовністю платити має вигляд ламаної лінії
Аналізуючи Рис.2 можна побачити:

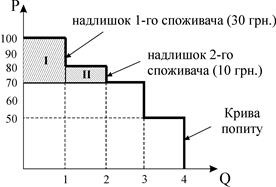
Рис.2 Крива ринкового попиту за готовністю платити

- Перший покупець, який міг би заплатити максимум 100 грош.од., вважає, що зекономив 30 грош.од.
- Друий покупець готовий був заплатити 80 грош.од, зекономив 10 грош.од.
- Третій покупець запатить суму, яку готовий був заплатити
Отже, крива ринкового попиту визначає ціну, яка відображає готовність платити граничного споживача, того, хто готовий першим залишити ринок за найменшого підвищення ціни

## Сукупний споживчий надлишок

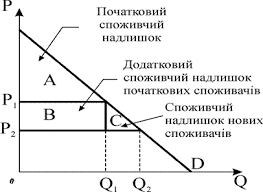
Рис.3 Сукупний споживчий надлишок

Величина сукупного надлишку вимірюється площею фігури, обмеженої кривою ринкового попиту, лінією ринкової ціни та віссю ординат. На рис.3 за початковою ціною споживчому надлишку відповідає площа трикутника А.Якщо ціна знизилася, то споживчий надлишок буде визначати сукупність площ А, В, С. Зниження ціни покращить рівень добробуту не тільки початкових споживачів даного товару, але й інших, які отримали можливість купувати цей товар. 
Споживчий надлишок є показником економічного добробуту і повинен враховуватись політиками і урядом.